# Joseph Farnham

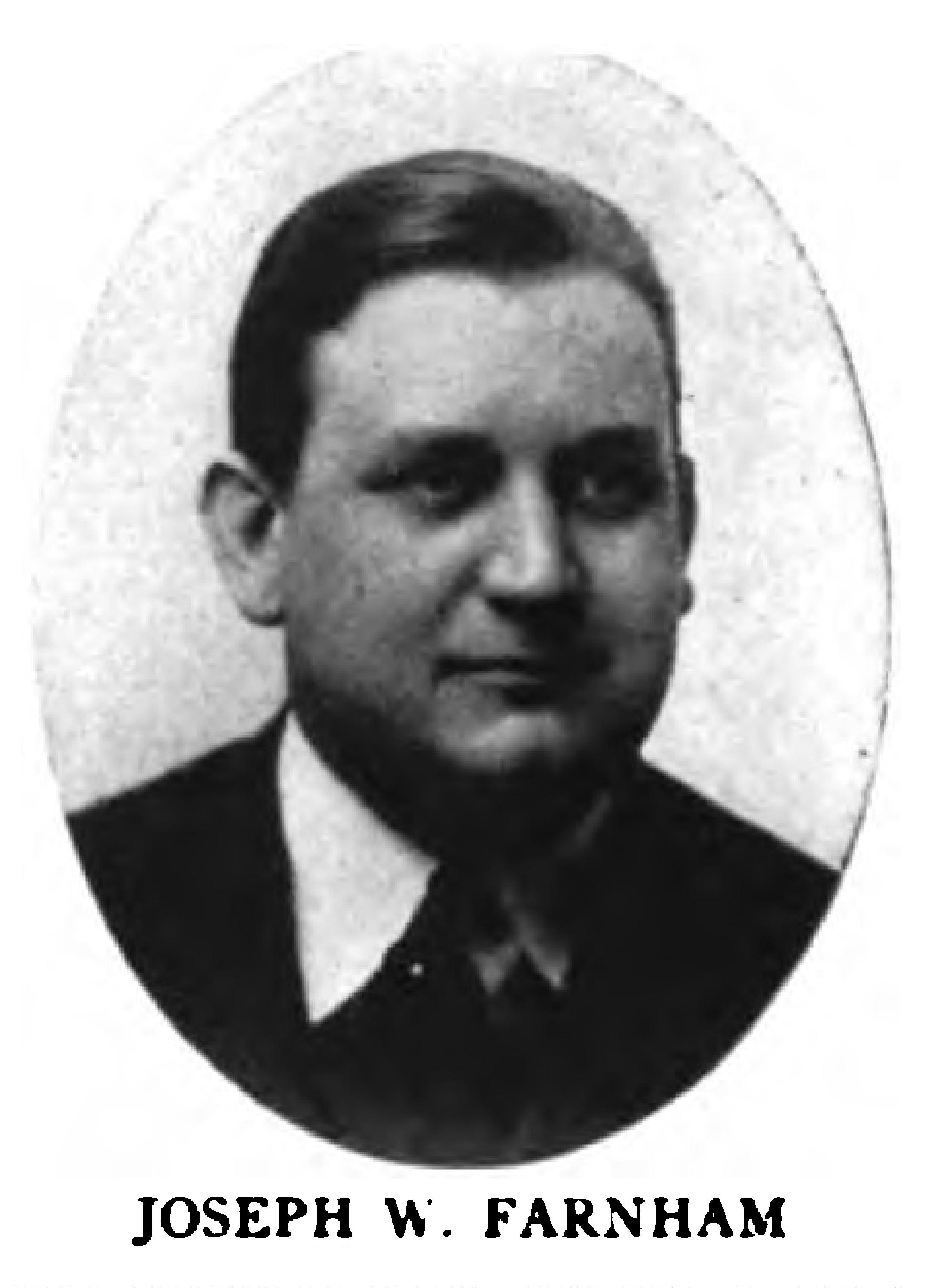
Joseph Farnham (1914)

Joseph „Joe“ White Farnham (* 2. Dezember 1884 in New Haven, Connecticut; † 2. Juni 1931 in Beverly Hills, Los Angeles, Kalifornien) war ein US-amerikanischer Drehbuchautor, der nicht nur bei der ersten Oscarverleihung 1929 als Erster und Einziger den Oscar in der Kategorie bestes Titelschreiben erhielt, er war auch der erste verstorbene Oscarpreisträger.

## Leben
Seine Laufbahn als Drehbuchautor und Verfasser von Zwischentiteln für Stummfilme begann Farnham 1918 in dem Film Once to Every Man. Im Laufe seiner Karriere in der Filmindustrie wirkte er bei der Entstehung von über 90 Filmen mit und arbeitete mit zahlreichen bedeutenden Regisseuren der Stummfilm- und frühen Tonfilmzeit zusammen.
Zu seinen bekanntesten Filmen gehörten Gier (1924) von Erich von Stroheim, Charleys Tante (1925) von Scott Sidney, Die Parade des Todes (1925), Der Rabe von London und Der Schrecken von Singapore (1926) von Tod Browning, Die große Nummer (1926) von Monta Bell, Brand im Osten (1926) von George W. Hill, Der Unbekannte (1927) von Tod Browning, Die blonde Kollegin (1927) von Sam Wood, Der Sohn der Taiga (1927) von Benjamin Christensen, Um Mitternacht (1927) von Tod Browning, Der Fürst der Abenteurer (1927) von John S. Robertson, Der Schlauberger (1927) von Edward Sedgwick, Ein Mensch der Masse (1928) von King Vidor, Die goldene Hölle (1928) von Clarence Brown, Pflicht und Liebe (1928) von William Nigh, Lach, Clown, lach! (1928) von Herbert Brenon, Die Komödiantin (1928) von Sidney Franklin, Zwischen Frisco und der Mandschurei (1928) von Sam Wood, Wenn die Großstadt schläft (1928) von Jack Conway, Buster Keaton, der Filmreporter (1928) von Edward Sedgwick mit Buster Keaton, Die fliegende Flotte (1929) von George W. Hill, Goldjäger in Kalifornien (1929) von Allan Dwan, The Hollywood Revue of 1929 (Wir schalten um auf Hollywood, 1929) sowie Hölle hinter Gittern (1930) von George W. Hill.
Am 4. Mai 1927 gehörte Joseph Farnham zu den 36 Gründungsmitgliedern der Academy of Motion Picture Arts and Sciences (AMPAS), die seit 1929 die Oscarverleihungen durchführt.
Bei der ersten Oscarverleihung 1929 erhielt er als Erster und Einziger den Oscar in der Kategorie Bestes Titelschreiben für seine Gesamtleistung als Autor von Zwischentiteln. Mit der Durchsetzung des Tonfilms, die schon ein Jahr später in Hollywood quasi abgeschlossen war, wurde der Oscar in dieser Kategorie danach nicht mehr verliehen.
Als Farnham zwei Jahre später 46-jährig an einem Herzinfarkt starb, war er der erste verstorbene Oscarpreisträger. Er wurde auf dem Forest Lawn Memorial Park (Glendale) beigesetzt.